# The Summer Slaughter Tour
The Summer Slaughter Tour es una gira anual de death metal originalmente realizada en Estados Unidos, pero actualmente se ha extendido hasta Europa, en el 2009 en Australia y Nueva Zelanda y en el 2010 en México.
Es nombrada también como The Most Extreme Tour of the Year (‘la gira más extrema del año’).
Normalmente en la gira participan bandas de deathcore, death Metal y metalcore. La primera gira realizada en el 2007, con Necrophagist como encabezadores del evento, ha continuado hasta la fecha convirtiéndose en una de las giras de metal más sobresalientes en el mundo hasta la fecha.

## 2001
Encabezador
- Vader

Bandas de apoyo
- Skinless
- Origin
- Impaled
- Withered Earth
- Enter Self

## 2007
Encabezador
- Necrophagist

Bandas de apoyo
- Decapitated
- Cephalic Carnage
- Cattle Decapitation
- The Faceless
- As Blood Runs Black
- Arsis
- Ion Dissonance
- Beneath the Massacre
- Daath (junio 3-10)

## 2008
Encabezador
- The Black Dahlia Murder

Bandas de apoyo
- Kataklysm
- Vader
- Cryptopsy
- The Faceless
- Despised Icon
- Aborted
- Born Of Osiris
- Psycroptic
- Whitechapel

## 2008 (Canadá)
Encabezador
- Necrophagist

Bandas de apoyo
- Brutal Truth (solamente en Toronto)
- Dying Fetus
- Beneath the Massacre
- Into Eternity
- Neuraxis
- Whitechapel
- Veil Of Maya
- Divinity
- Common Grave[1]

## 2008 (Europa)
Encabezador
- Suicide Silence

Bandas de apoyo
- As Blood Runs Black
- Abigail Williams
- Born Of Osiris
- Annotations Of An Autopsy
- The Berzerker

## 2009 (Australia/Nueva Zelanda)
Encabezador
- Necrophagist

Bandas de apoyo
- Dying Fetus
- Aborted
- The Red Shore (canceló)
- The Faceless
- Dawn of Azazel (solamente en Nueva Zelanda)
- Ulcerate (solamente en Nueva Zelanda)
- Ouroborous (solamente en Sídney, Australia)
- Signal the Firing Squad (solamente en Brisbane, Australia)
- A Million Dead Birds Laughing (solamente en Melbourne, Australia)
- Gallows for Grace (solamente en Perth, Australia)
- Closed Casket (solamente en Adelaide, Australia)

## 2009
Co-encabezadores
- Necrophagist
- Suffocation

Bandas de apoyo
- Ensiferum
- Darkest Hour
- Winds of Plague
- Dying Fetus
- Born Of Osiris
- Origin
- Beneath the Massacre
- After The Burial
- Decrepit Birth
- Blackguard
- Behemoth (3 fechas solamente 7/05-7/07)
- At The Throne Of Judgment (una fecha solamente 7/14)
- Sea of Treachery (1 fecha solamente 7/14)
- Desiccation (1 fecha solamente 6/08)

## 2010
Encabezador
- Decapitated[2]

Bandas de apoyo
- The Faceless[2]
- All Shall Perish[2]
- Veil Of Maya[3]
- Decrepit Birth
- Cephalic Carnage
- Animals As Leaders
- The Red Chord
- Carnifex
- Vital Remains
- Blackened Skies (solamente en Tempe, Arizona)
- Dethrone The Sovereign (solamente en Salt Lake City)
- Adipocere (solamente en Salt Lake City)
- Phoenix Down (solamente en Milwaukee)
- I Decay (solamente en Detroit)
- Shuma Gorath (solamente en Detroit)
- Failed Society (solamente en Detroit)
- Jungle Rot (solamente en Toronto)
- Lightning Swords of Death (solamente en Toronto)
- Perception of Intent (solamente en Minneapolis )
- Within Vast Forms (solamente en Chicago)
- Regiment 26 (solamente en Portland)
- Kalakai (solamente en Fort Lauderdale)
- With My Bear Hands (solamente en Fort Lauderdale)

## 2010 (México)
Encabezador
- Job for a Cowboy

Bandas de apoyo
Escenario principal:
- The Faceless
- As Blood Runs Black
- Winds of Plague
- The Acacia Strain
- Veil Of Maya

Escenario Lobby:
- Arcadia Libre
- Muluc Pax
- Wanted for Murder
- Astrónomo Sr.Loto
- Beheading